# Константинопольский собор (815)
Константинопольский собор 815 года — поместный собор, состоявшийся по инициативе императора Льва V Армянина в Константинополе, начавший второй период в истории византийского иконоборчества.
Считается, что повторное обращение к отвергнутому на Втором Никейском соборе 787 года интеллектуальному течению было вызвано представлением о том, что императоры-иконоборцы VIII века были более успешны, чем их преемники. В идейном отношении данный собор не предложил ничего нового к отвергнутой ереси.

## Предыстория
Краткое правление императора Льва IV Хазара (775—780) стало переходным этапом между расцветом иконоборчества при его отце Константине V (741—775) и восстановлением иконопочитания при его супруге Ирине. После смерти мужа, императрице, ревностной стороннице иконопочитания Ирине, пришлось подавить попытку переворота со стороны иконоборческих кругов знати, в результате чего братья Льва IV были пострижены в монахи. Тем не менее, резкий отказа от ставший привычной за десятилетия идеологии икоборчества был невозможен. В августе 784 года удалось принудить к отречению назначенного при Льве патриарха Павла (780—784). По выбору Ирины новым патриархом в декабре того же года стал её секретарь Тарасий (784—806), после чего начались приготовления к вселенскому собору, который должен был отменить решения Иконоборческого собора 754 года и восстановить иконопочитание. Первая попытка провести собор закончилась неудачей, после того как 31 июля 786 года собрание епископов было разогнано солдатами. Тем не менее год спустя Седьмой вселенский собор состоялся. Иконоборчество было осуждено как ересь, было предписано уничтожение иконоборческих сочинений и восстановлено иконопочитание. В отношении ранее занимавших иконоборческие позиции епископов было принято решение принять их в церковное общение после торжественного отречения от ереси.
Напряжённые отношения между Ириной и её сыном Константином VI (780—797) привели к тому, что он не поддерживал её религиозную политику. Одним из ближайших доверенных лиц Константина стал иконоборец Михаил Лаханодракон. В 797 году Константин угрожал Тарасию, что вернёт иконоборчество, если тот не согласится на его развод. Вероятно, у него не было возможности реализовать свою угрозу, тем более что вскоре он был ослеплён и свергнут своей матерью. Далее, с приходом к власти «нечестивого», согласно определению Феофана Исповедника, императора Никифора I (802—811) начались различные притеснения верующих, в частности
…явился некто Николай, лжепустынник, с своими последователями, они богохульствовали против православного учения и против досточтимых икон; Никифор предался им и огорчал архиерея и всех по Боге живущих: часто он негодовал на обвинения сих против еретиков, радовался несогласиям их между собою, смеялся над всяким христианином, любящим ближнего, как извратитель заповедей Божьих; особенное старание его было возбуждать между христианами справедливые и несправедливые тяжбы в уголовном суде Мангавры, чтобы никому не дать времени оглянуться на злодейства его.
Однако религиозные вопросы мало занимали этого императора и речь о возвращении иконоборчества не шла. В 811 году Никифор погиб в бою и императором стал ревностный иконопочитатель Михаил I (811—813). При нём «лжепустыннику» Николаю, который к тому времени прославился ещё и оскорблением иконы Богоматери, отрезали язык. В свою очередь Михаил потерпел жестокое поражение от болгар в июне 813 года. Перед битвой распространились слухи, что вскоре должен появиться император-иконоборец Константин V и повести в бой греческие войска. Вскоре после поражения Михаил I отрёкся и армия поддержала кандидатуру Льва V Армянина (813—820) на императорский престол. Перед вступлением в Константинополь Лев послал письмо патриарху Никифору (806—815), в котором заверял в своей приверженности православию и отсутствии желания вводить религиозные новшества. В столице императора встретила делегация епископов с предложением подписать православное исповедание веры. Однако Лев не стал этого делать до коронации, а после церемонии отказался от подписания. Согласно иконофильским источникам, вскоре после своего воцарения Лев начал восхвалять достижения императоров-иконоборцев Льва III и Константина V и даже переименовал своего сына Симбата в Константина. Однако до смерти в 814 году болгарского хана Крума Лев не решился начинать изменения в религиозной политике империи.

## Подготовка к собору
На втором году своего царствования Лев V создал комиссию из шести человек под председательством Иоанна Грамматика для рассмотрения вопроса об изображениях. Мнение комиссии склонялось к тому, чтобы признать поклонение изображениям новшеством и восстановить учение Иконоборческого собора. Летом 814 года комиссия, сократившаяся к тому времени до трёх человек, представила императору краткий доклад с подборкой высказываний против изображений. В своём ответе патриарх отверг найденные цитаты как относящиеся к языческим идолам, а не христианским изображениям. После этого император расширил комиссию, добавив в неё двух учёных монахов и епископа, то есть людей, более компетентных в богословских вопросах, чем Иоанн. Первоначальной задачей комиссии, которую удалось выполнить не сразу, стало получение о́роса и деяний собора 754 года. Сложность этой задачи обусловливалась тем, что при первом восстановлении иконопочитания деяния иконоборческого собора были уничтожены. Обнаруженный ими документ известен под названием «синодик Константина Каваллина Исаврийца».
К декабрю необходимые материалы удалось собрать, после чего император призвал патриарха и попросил его согласия на удаление икон из легко доступных мест. Патриарх отказался. После этого Лев попросил его привести места из Священного Писания, которые могли бы указывать на необходимость почитания изображений. Патриарх Никифор сослался на старинную церковную традицию, основанную на устном предании, но от того не менее истинную. В ответ на это Лев, заявив, что в его распоряжении есть многочисленные свидетельства из писаний Отцов Церкви, которые явно противоречат его мнению, потребовал провести диспут. Никифор отказался лично участвовать в этих прениях, но отправил на него монаха-иконофила. В то же время солдаты забросали грязью икону Христа у ворот Халки и, якобы именно в связи с этим и с целью защитить икону, изображение было убрано.
Перед Рождеством на всенощной в храме Святой Софии патриарх Никифор зачитал духовенству материалы комиссии, после чего спросил собравшихся, единодушно ли они возражают против услышанного и получил утвердительный ответ. На следующее утро император призвал группу иконопочитетелей во дворец. В личных переговорах с патриархом он поклялся на носимой им на шее иконе, что не имеет намерения сместить патриарха. Во время дневной литургии Лев публично поклонился изображению на алтарном покрывале. Однако на Богоявление он уже этого не стал делать, начав запугивать сторонников патриарха, добившись перехода на свою сторону многих из них. В начале Великого поста 815 года Лев объявил, что Никифор отрёкся, поскольку не нашёл больше аргументов в пользу иконопочитания. К Пасхе новым патриархом был назначен племянник Константина V Феодот I. Вскоре после этого состоялся собор.

## Собор и его решения
Собор состоялся в храме Святой Софии под председательством патриарха Феодота и Константина, сына императора. Число участников собора не известно. Всего состоялось три заседания. На первом было заслушаны и одобрены материалы, собранные императорской комиссией. На следующий день от нескольких епископов-иконофилов потребовали отказаться от их веры. После того, как они отказались это сделать, их избили и отправили в изгнание. На третьем заседании, которое прошло под председательством императора, был подготовлен и утверждён о́рос.
Деяния этого собора целиком не сохранились и восстанавливаются на основе документов, написанных в изгнании патриархом Никифором. Согласно реконструкции П. Александера учение собора 815 года незначительно отличается от того, что было постановлено на соборе 754 года. Фактически, только утверждение, что иконы являются идолами, отвергнутое Никифором, ушло из иконоборческой аргументации. Тезисы о том, что иконы Христа пытаются либо описать его невыразимую божественность, либо разделить его человеческую и божественные природы, и что иконы не могут передать истинную славу святых, сохранились. Подробно разбирался вопрос об «этической теории» изображений.
В работе собора Лев и его церковные советники учли опыт критики Иконоборческого собора 754 года, осуждаемого, в том числе, за то, что его участники использовали только цитаты, а не оригинальные тексты. Учтя это, участники собора 815 года тщательно исследовали святоотеческую литературу и деяния Второго Никейского собора. В результате о́рос собора 787 года был ими отвергнут как ошибочный, поскольку отцы Никейского собора недостаточно тщательно исследовали аргументацию иконоборцев. Собор 815 года, в отличие от своего предшественника, не стал клеймить иконофилов как еретиков и призывать уничтожать иконы. Даже предложение императора перевесить иконы повыше не было принято. В целом позиция собора не была чётко выражена.

### Первичные источники
- Феофан Исповедник. Летопись византийца Феофана от Диоклетиана до царей Михаила и сына его Феофилакта. — М., 1884.

### Исследования
на английском языке
- Alexander P. J. The Iconoclastic Council of St. Sophia (815) and Its Definition (Horos) // Dumbarton Oaks Papers. — 1953. — Т. 7. — С. 35-66. — JSTOR 1291055.
- Alexander P. J. Church Councils and Patristic Authority the Iconoclastic Councils of Hiereia (754) and St. Sophia (815) // Harvard Studies in Classical Philology. — 1958. — Т. 63. — С. 493-505. — JSTOR 310874.
- Noble T. Images, Iconoclasm, and the Carolingians. — University of Pennsylvania Press, 2009. — 488 p. — ISBN 978-0-8122-4141-9.

на немецком языке
- Ostrogorsky G. Studien zur Geschichte des byzantinischen Bilderstreites. — Breslau, 1929. — 113 p.

на русском языке
- Лемерль П. Первый византийский гуманизм. — СПб.: Своё издательство, 2012. — 490 с. — ISBN 9785-4386-5145-1.
- Острогорский Г. А. История Византийского государства / Пер. с нем.: М. В. Грацианский. Ред П. В. Кузенков. — М.: Сибирская Благозвонница, 2011. — 895 с. — ISBN 978-5-91362-458-1.